# قفزة الإيمان
إن قفزة الإيمان، بمعناها الأكثر شيوعًا، هي فعل الإيمان أو القبول بشيء خارج حدود العقل.
تُنسب هذه العبارة بشكل شائع إلى سورين كيركيجارد ومع ذلك، لم يستخدم المصطلح أبدًا، إذ يشير إلى قفزة نوعية. إن قفزة الإيمان وفقًا لكيركجارد  تنطوي على الاستدلال الدائري بقدر ما يجري تحقيق قفزة الإيمان. في كتابه ختام التذييل غير العلمي، يصف الجزء الأساسي من قفزة الإيمان: القفزة. "يمكن أن يتجه التفكير نحو نفسه من أجل التفكير في نفسه ويمكن أن تظهر الشكوك. لكن هذا التفكير عن نفسه لا يحقق أي شيء".
يقول إن التفكير يجب أن يخدم من خلال التفكير في شيء ما. يريد إيقاف "التفكير الذاتي في التفكير" وهذه هي الحركة التي تشكل قفزة. إنه ضد تفكير الناس في الدين طوال اليوم دون أن يفعلوا شيئًا. لكنه أيضًا يعارض العروض الخارجية والآراء حول الدين. بدلاً من ذلك، يؤيد كيركجارد الحركة الداخلية للإيمان، .
يقول: "حيثما تريد المسيحية أن يكون لها باطن، يريد العالم المسيحي العالم الخارجي، وحيث تريد المسيحي لخارج، يريد العالم المسيحي الدنيوي الباطن". لكن على الجهة الأخرى، يقول: "كلما كانت العوامل الخارجية أقل، زادت احتمالية فشل الباطن  تمامًا في الظهور. العوامل الخارجية هي نداء الأسماء الذي يجعل الجندي يقف على قدميه؛ الخارجية هي الحذاء الذي يساعد المرء على بذل الجهد الكبير؛ لكن غياب العوامل الخارجية يمكن أن يعني أن الباطن نفسه يدعو داخليًا إلى الشخص -للأسف- ولكنه يمكن أن يعني أيضًا أن الجوهر سوف يفشل". سأل معاصريه عما إذا كان أي منهم قد توصل إلى نتيجة بشأن أي شيء أو فعل أي فرضية جديدة تغير قناعاتهم.
 يصف كيركجارد "القفزة" مستخدماً القصة الشهيرة لآدم وحواء لا سيما قفزة آدم النوعية في الخطيئة. تدل قفزة آدم على التغيير من صفة إلى أخرى، وخاصة صفة عدم امتلاك الخطيئة إلى صفة امتلاك الخطيئة. يؤكد على أن الانتقال من صفة إلى أخرى لا يمكن أن يتم إلا من خلال "قفزة" عندما يحدث الانتقال ، ينتقل المرء مباشرة من حالة إلى أخرى، ولا يمتلك كلتا الصفتين أبدًا. "هذه اللحظة  مرتبطة بانتقال الشخص إلى الكثير، والكثير إلى الآخر، والتشابه مع التباين، وهي اللحظة التي لا يوجد فيها واحد ولا كثير، ولا كائن محدد ولا كائن مشترك".
تعد قفزة الإيمان أمرًا حيويًا في قبول المسيحية بسبب التناقضات الموجودة في المسيحية. في كتبه، الشظايا الفلسفية والتذييل الختامي غير العلمي، يتعمق كيركيغارد بعمق في المفارقات التي تقدمها المسيحية. فعل موسى مندلسون الشيء نفسه عندما طالبه يوهان كاسبار لافاتي بمناقشة سبب عدم رغبته في أن يصبح مسيحيًا.
كان استخدام مصطلح "قفزة" ردًا على "خندق ليسينج" التي ناقشها ليسينج  في كتاباته اللاهوتية. كان كيركجارد مدينًا لكتابات ليسينج بعدة طرق. حاول ليسينغ محاربة المسيحية العقلانية بشكل مباشر، وعندما فشل ذلك، حاربها بشكل غير مباشر من خلال ما أسماه كيركجارد، "الإنشاءات الخيالية". قد يكون كلاهما مدينًا لجان جاك روسو
قال ليسينج: "الحقائق العرضية للتاريخ لا يمكن أن تصبح أبدًا دليلًا على حقائق العقل الضرورية". كما يشير إلى أنه قال أيضًا: "الحقائق المشروطة للتاريخ لا يمكن أبدًا أن تصبح إثباتات لحقائق العقل الضرورية. توقف؛ في أيامنا هذه يذهب الناس أبعد من ذلك ويشرحون أكثر مما فهموا هم أنفسهم". يمكن لمضمون اتخاذ قفزة الإيمان، اعتمادًا على السياق، أن يحمل دلالات إيجابية أو سلبية، إذ يشعر البعض أنه من الفضيلة أن تكون قادرًا على الإيمان بشيء بدون دليل بينما يشعر الآخرون أنه حماقة. إنه مفهوم لاهوتي وفلسفي متنازع عليه بشدة. على سبيل المثال، العلاقة بين "الإيمان الأعمى" والدين محل نزاع من قبل أولئك الذين لديهم مبادئ إلهية والذين يجادلون بأن العقل والمنطق، بدلاً من الوحي أو التقليد، يجب أن يكونا أساس الاعتقاد "أن الله كان موجودًا في شكل بشري، وقد وُلد ونشأ". يسوع هو "المفارقة"، "المفارقة المطلقة". عندما تصبح المسيحية مشروعًا علميًا، يميل المرء إلى "انعكاس نفسه في المسيحية" لكن كيركيجارد يقول، يجب على المرء أن "يعكس نفسه بعيدًا عن شيء آخر ويصبح، ببساطة، مسيحيًا".
كان قلقًا من أن يقضي الأفراد كل حياتهم في محاولة لتعريف المسيحية، والحب، والله، والثالوث، والخطيئة، وما إلى ذلك، وألا يبدؤوا في اتخاذ قرار "فعلي" في الوقت المناسب  ليصبحوا مسيحيين يمكنهم التصرف بعد ذلك على أساس هذا القرار. ناقش العلاقة الداخلية والخارجية الموجودة في الإيمان. "مقارنة بالمفهوم الهيغلي القائل إن الخارجي هو الداخلي والداخلي هو الخارجي، فمن المؤكد أنه أصلي للغاية. ولكن سيكون الأمر أكثر أصالة إذا لم تحظ البديهية الهيغلية بالإعجاب بالعصر الحالي فحسب، بل كان لها أيضاً قوة رجعية لإلغاء -من الناحية التاريخية- التمييز بين الكنيسة المرئية وغير المنظورة. الكنيسة غير المنظورة ليست ظاهرة تاريخية؛ على هذا النحو لا يمكن ملاحظتها بشكل موضوعي على الإطلاق، لأنها فقط في الذاتية". يجب أن يكون هناك توازن بين المعرفة الموضوعية والذاتية. ذهب هيجل إلى الجانب الموضوعي المتطرف لذلك قرر الذهاب إلى الجانب الذاتي المتطرف.